# 도미니크 상다

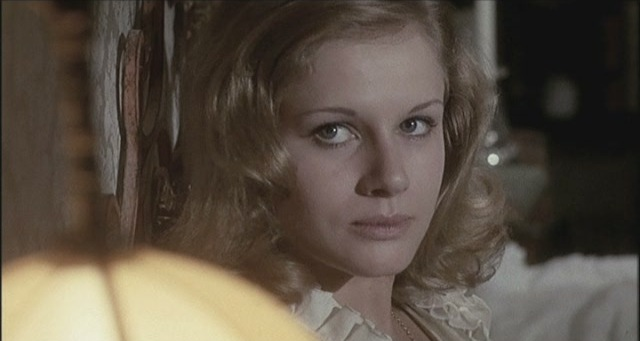
1971년 모습

도미니크 상다(Dominique Sanda, 1951년 3월 11일 ~ )는 프랑스의 배우, 전직 모델이다.

## 출연 작품
- 온순한 여인 (1969)
- 순응자 (1970)
- 핀치 콘티니의 정원 (1970)
- 트루게네프의 첫 사랑 (1970, Erste Liebe)
- 맥킨토시의 사나이 (1973)
- 스토리 오브 러브 스토리 (1973, Impossible Object)
- 폭력과 열정 (1974)
- 1900년 (1976)
- Le Berceau de cristal (1976)
- Bertolucci secondo il cinema (1976) - 다큐멘터리
- 인헤리턴스 (1976)
- 지옥의 사막 (1977)
- 선과 악을 넘어서 (1977, Al di là del bene e del male)
- 카보블란코 (1980, Caboblanco)
- Le Voyage en douce (1980)
- La Naissance du jour (1980)
- 도심 속의 방 (1982, Une chambre en ville)
- 로라 내사랑 (1985, Une femme ou deux)
- 레닌의 혁명으로 가는 열차 (1988, Lenin...The Train)
- 붉은 바다 (1989, In una notte di chiaro di luna)
- 아킬레호의 테러 (1990, Voyage of Terror: The Achille Lauro Affair)
- 나는 모든 여자 중에 가장 형편없는 여자 (1990, Yo, la Peor de Todas)
- 골렘의 탄생 (1991, Naissance d'un Golem)
- 노바디스 칠드런 (1994, Nobody's Children)
- 더 바이블 - 요셉 (1995, Joseph)
- 크림슨 리버 (2000)
- 질 자콥: 칸느 영화제 대표 (2010, Gilles Jacob, l'arpenteur de la croisette)
- 고잉 어웨이 (2013, Un beau dimanche)
- 생로랑 (2014)